# 韓必顯
韓必顯（1541年—？），字用晦，號明宇，山東青州府安丘縣人，民籍，明朝政治人物。

## 生平
隆慶元年（1567年）丁卯科山東鄉試第六十三名舉人，二年（1568年）中式戊辰科會試第二百七十二名，三甲第二百四十一名進士。授洛川縣知縣，六年（1572年）十月擢授試御史，因彈劾兵部尚書譚綸，降三級調外任，萬曆元年（1573年）二月貶湖廣布政司照磨，升廬州府推官，歷太僕寺丞、南京戶部廣西司郎中，六年（1578年）正月升尚寶司丞，以事候裁。九年（1581年）十月復補原職，十一年（1583年）二月升尚寶司少卿，持節冊封衡王府，十二年（1584年）三月升順天府府丞，十四年（1586年）二月升通政司左通政，十五年（1587年）接替李汶任右僉都御史、巡撫陝西，未赴任，即被彈劾去職。

## 家族
曾祖韓勵，聽選官；祖父韓相，衛經歷；父韓守廉，母王氏。具慶下。兄韓必大、韓必亨、韓必光（貢士），弟韓必隆、韓必登。